# انژویل
انژویل (به فرانسوی: Angeville) یک کمون در فرانسه است که در canton of Saint-Nicolas-de-la-Grave واقع شده‌است. انژویل ۸٫۳۳ کیلومتر مربع مساحت دارد ۱۴۲ متر بالاتر از سطح دریا واقع شده‌است.